# Tony Stonem
Anthony "Tony" Stonem is een personage uit de Britse televisieserie Skins. Het personage wordt gespeeld door Nicholas Hoult.
Tony is de centrale figuur in de eerste twee seizoenen van Skins. Hij wordt eerst gepresenteerd als de leider van de groep maar later meer als een antiheld. Aan het einde van het eerste seizoen wordt hij aangereden en daarna is hij zijn geheugen kwijt. In het tweede seizoen probeert hij zich met die achterstand weer terug te werken in de groep en op school. Hij is dan veel serieuzer geworden. Tony heeft een knipperlicht relatie met Michelle Richardson. Zijn zus Effy is de centrale figuur in het derde en vierde seizoen van de serie. Over Tony wordt dan nog geregeld gesproken.
In de Amerikaanse versie van Skins speelt James Newman het karakter onder de naam Tony Snyder.